# Афект
Афектът (от руски: аффект или от немски: Affekt, и двете от латински: affectus) е изключително силно, внезапно настъпващо, но бурно протичащо краткотрайно чувство, предизвикано от определени причини. С други думи, това е емоционален взрив. Той се съпровожда от обилни вегетативни прояви: зачервяване или бледност, сърцебиене, промени в кръвното налягане и др., силни двигателни и словесни реакции и стесняване на обема на съзнанието. Афектите могат да са различни по сила, като се започне от много слаби и контролируеми съзнателно, и се завърши с патологически, напълно изключващи възможност за съзнателен контрол на постъпките. Разграничават се афекти на гняв, ярост или възторг и афекти на страх, тъга, угнетене и т.н. Афективните състояния се определят от моментно състояние на психичната дейност, от силата и значимостта на дразнителя и от темперамента.